# 盛岡競馬場
盛岡競馬場（もりおかけいばじょう、Morioka Racecourse）は、岩手県盛岡市にある地方競馬の競馬場。愛称はOROパーク（オーロパーク）。日本中央競馬会（JRA）の場外発売も行っており、JRA発売時は「J-PLACE盛岡」と呼称する。

## 概要
現在の競馬場は1996年に移転新設（後述）。
1996年4月にJRA東京競馬場と姉妹提携を結び、交換競走として盛岡競馬場では「東京カップけやき賞（JRA交流）」、東京競馬場では「オーロカップ（L）」が行われる。
電話・インターネット投票は「オッズパーク」「SPAT4」「楽天競馬」が全競走に対応しているほか、JRAのIPAT投票でも一部の競走が発売される。

## コース概要

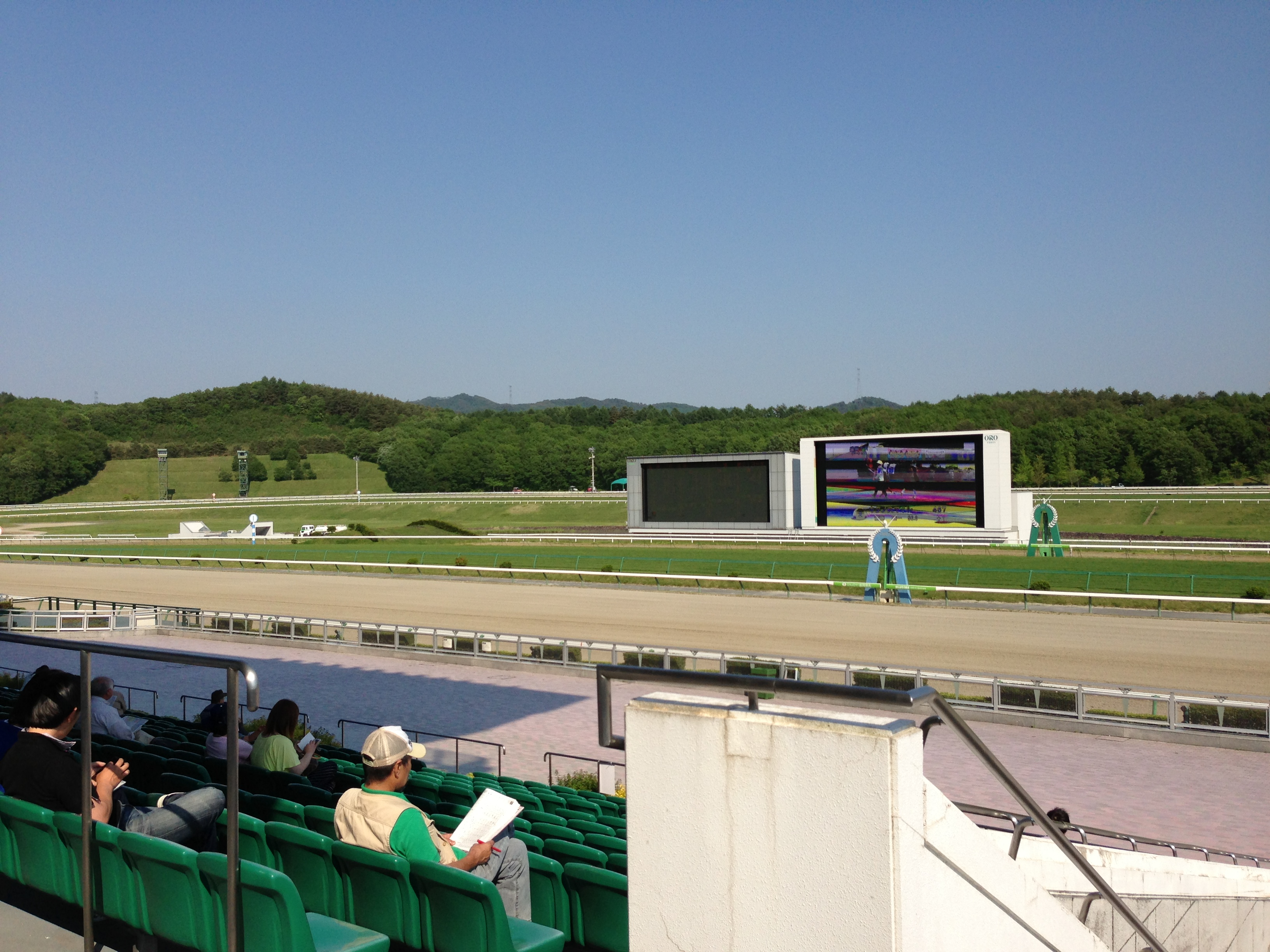
ホームストレートの様子。外回りにダート、内回りに芝コースを備える。映像ディスプレイの隣はオッズが表示される電光掲示板（現在は広告が掲示されている）。

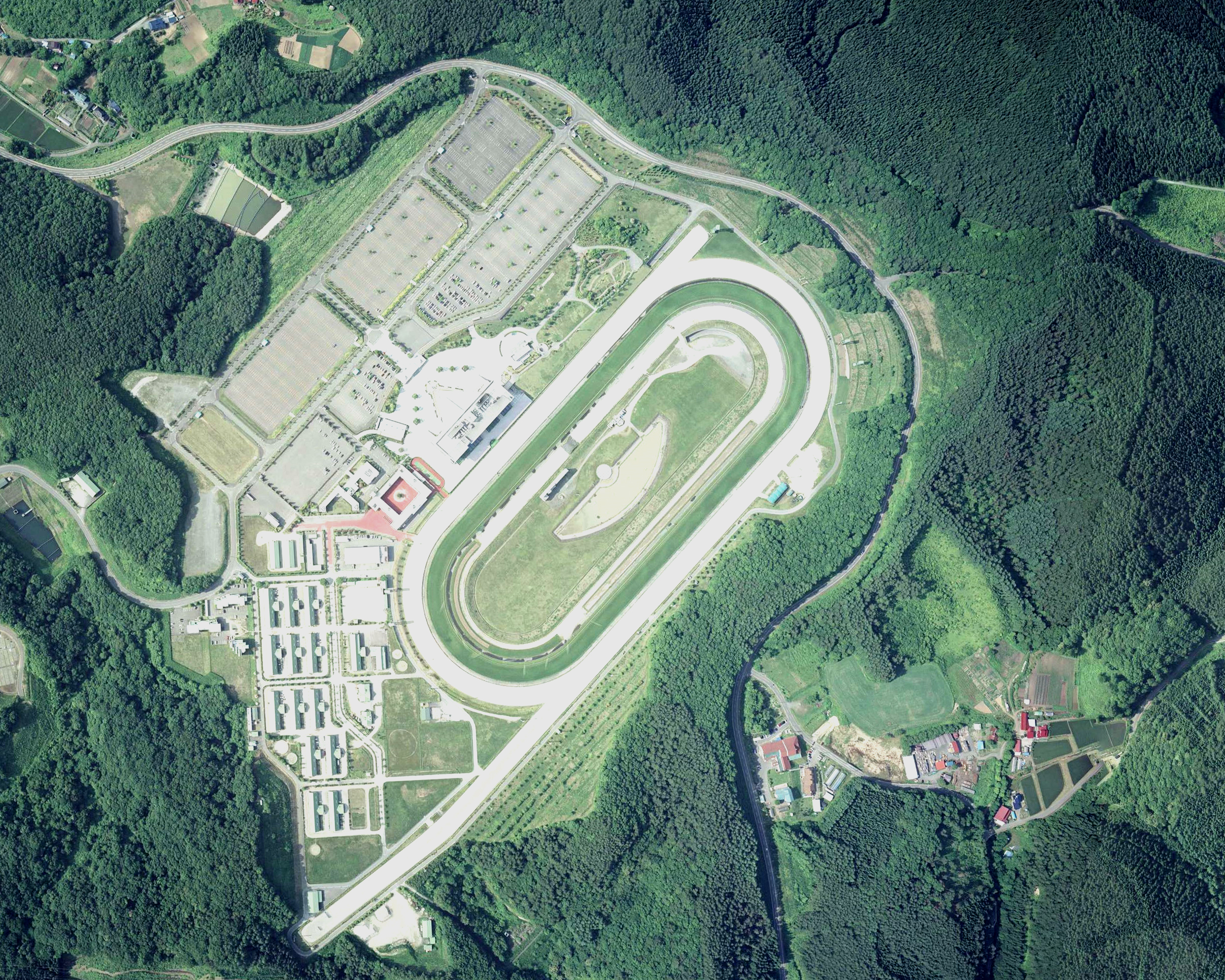
盛岡競馬場周辺の空中写真。
2008年7月2日撮影の2枚を合成作成。

ダートコースの内側に芝コースを併設しており、地方競馬専用の競馬場としては日本で唯一、芝コースを有する。
ダートコース・芝コースともに最後の直線が上り勾配となっているが、芝コースの高低差はダートコースよりも大きくなっている。また、ダートコースは第2コーナーの奥に伸びる長い引込線も特徴で、ダート1600mは引込線から第3コーナーまで約700mほどの距離がある。

### ダートコース
ダートコースにはナイター競走に対応できる照明塔が2018年9月より設置され、夕方から夜間にかけてもレースが行えるようになっている。
- 左回り 1周1600m・幅員25m
- 直線（4コーナーから決勝線まで） 300m
- 施行可能距離 1000m、1200m、1400m、1600m、1800m、2000m、2500ｍ、2600m（2022年から）[3]
  - 2600mは北上川大賞典のみで使用
  - 2007年と2008年にB級特別戦で3000mの施行実績がある[4]。
- 出走可能頭数（フルゲート）16頭[注 1]
- 高低差4.4m
- 宮城県大和町の砂を使用[5]。

### 芝コース
- 左回り 1周1400m・幅員25m
- 直線（4コーナーから決勝線まで） 300m
- 施行可能距離 1000m、1600m、1700m、2400m[3]
- 出走可能頭数（フルゲート） 14頭
- 高低差4.6m
- ケンタッキーブルーグラス、ペレニアルライグラス、トールフェスクの三種の洋芝を混合して使用[5]。

## 主な設備

### スタンド
スタンドは1階が（外向）自由席と発売スペース、大型ビジョンを備えた屋内観戦スペースの『アトリウム』、2階は（屋内）自由席、3階は指定席、4階は招待客とクラブハウス用の部屋で構成されている。この他、第4コーナー寄りに芝スタンドが設けられており、芝の上で寝転んで観戦できる。
入場料は200円で、水沢競馬場とともに地方競馬の競馬場としては最も高い。2010年の開催から再入場に関する運用が変わり駐車場に忘れ物を取りに行くといったような用務でおおむね1時間以内の場合に無料となっている。
2013年には馬場内とアトリウム内の大型ビジョン（1996年から稼働）が更新されることが決まり、2014年5月3日より運用を開始した。
芝スタンドの裏手には小さめの建物があり、現在はキッズルームとして利用されている。以前は盛岡本場開催時に開放されていた軽食コーナー、さらに前には『公園投票所』として自動発売・払戻機が設置されていたが、現在同所での発売・払戻は行っていない。同所で使用していた自動発売・払戻機は現在『UMACCO盛岡大通場外発売所』で使用している。

### 指定席
スタンド3階の指定席はR・F・Gの3種類があり、ゴール寄りからR指定席・F/G指定席と配置されている。F指定席は4人がけのボックス席、R・Gは2人がけであるがG指定席の方が椅子や机のサイズが大きいのが特徴である。コーヒー、オレンジジュース、ウーロン茶のソフトドリンクの無料サービスがある。以前の料金はR席で2000円。F・G席が2500円であったが、曜日別の料金体系となり大幅に値下げされた。現在は以下の通りである。
- G指定席 土・日・祝 1700円、平日 1200円（いずれも入場料込み）
- R・F指定席 土・日・祝 1500円、平日 1200円（いずれも入場料込み）

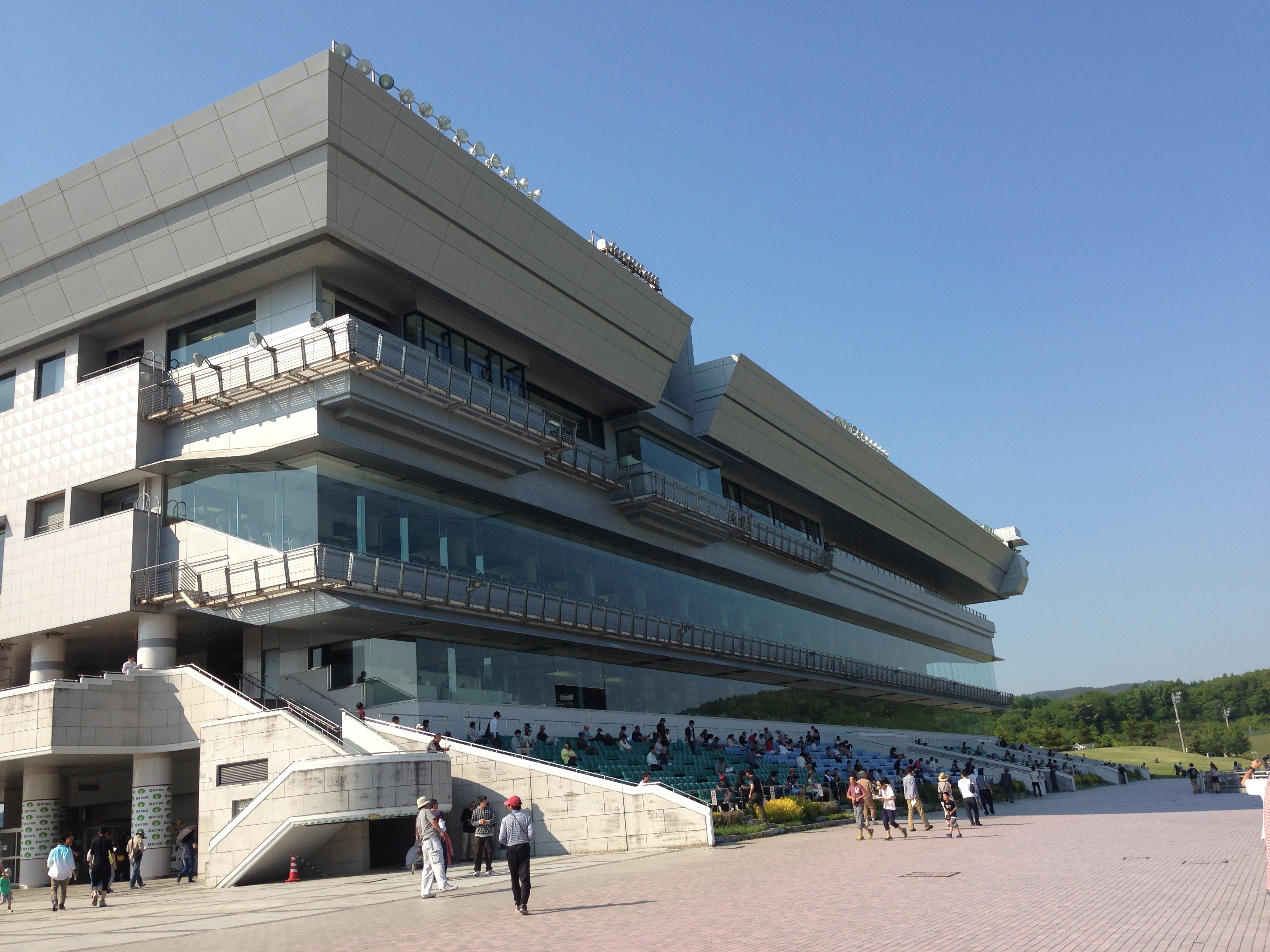
スタンド
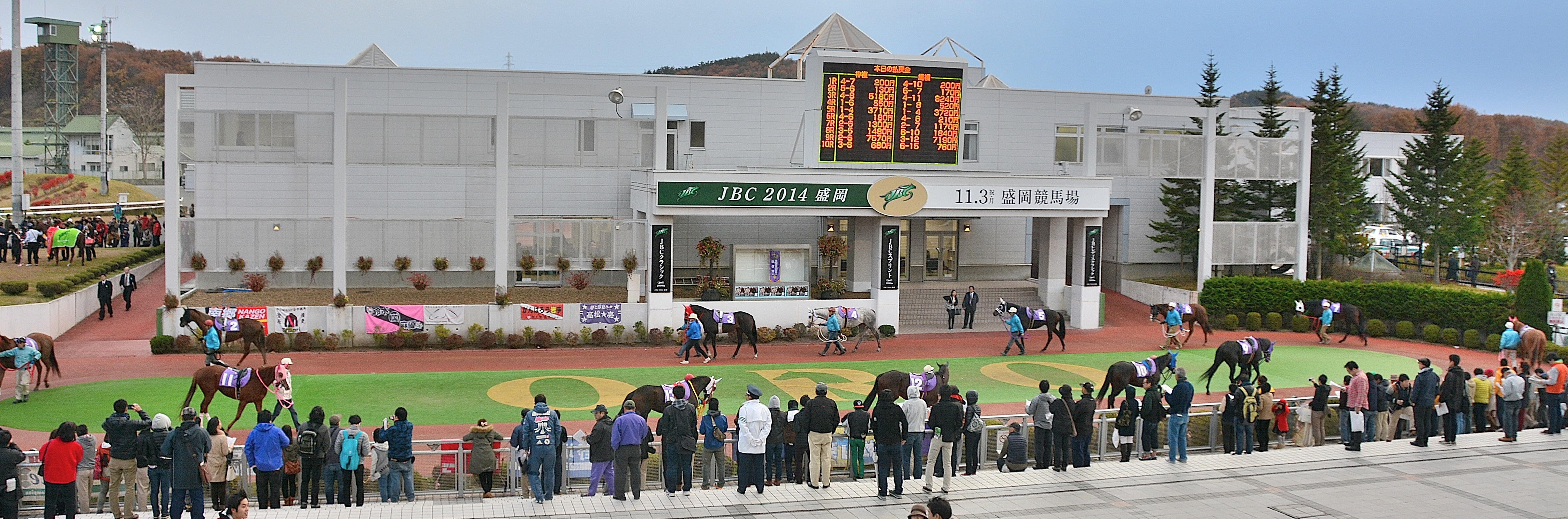
パドック全景（2014年11月3日撮影）
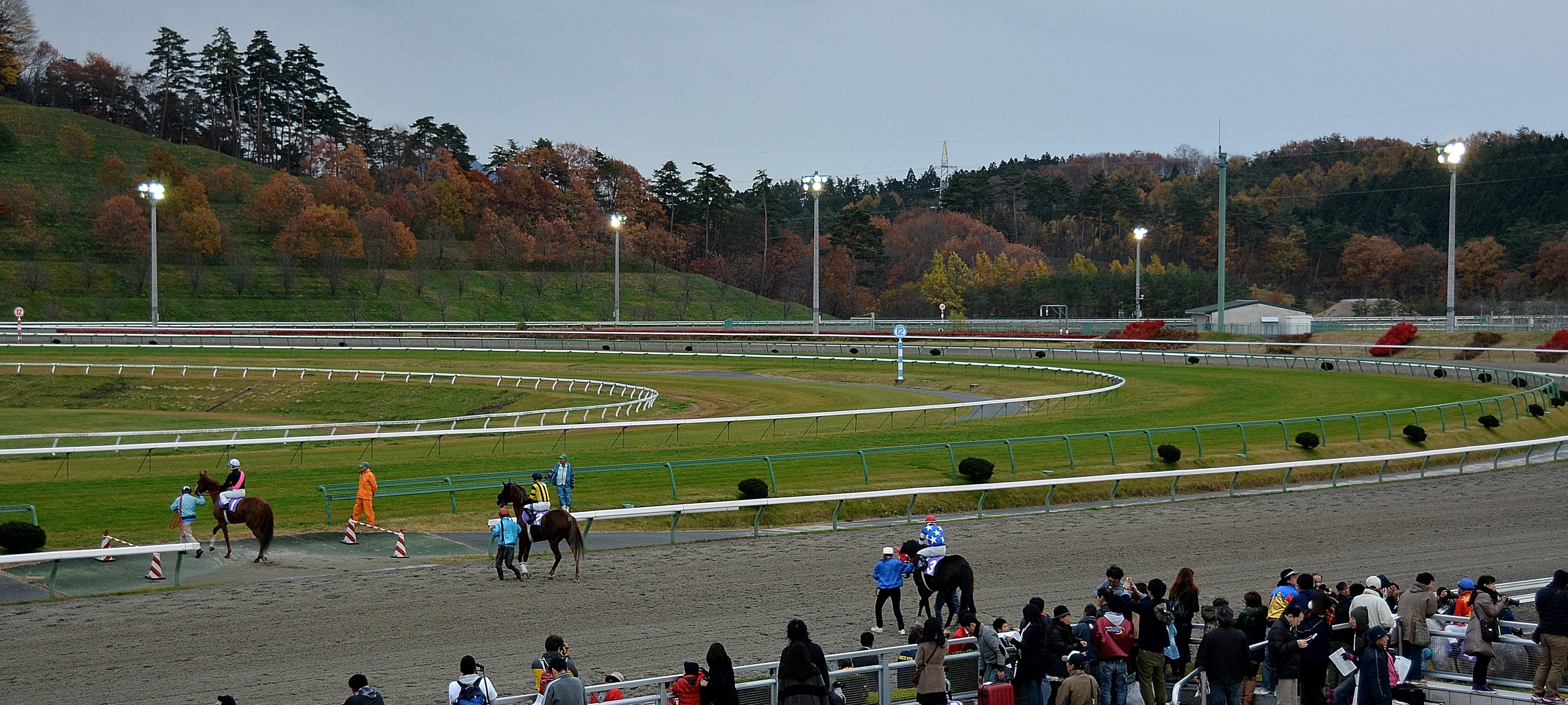
芝コースへ競走馬が入場する様子（2014年11月3日撮影）

### 駐車場
駐車場は約3000台を収容可能で、料金は無料。

## 歴史

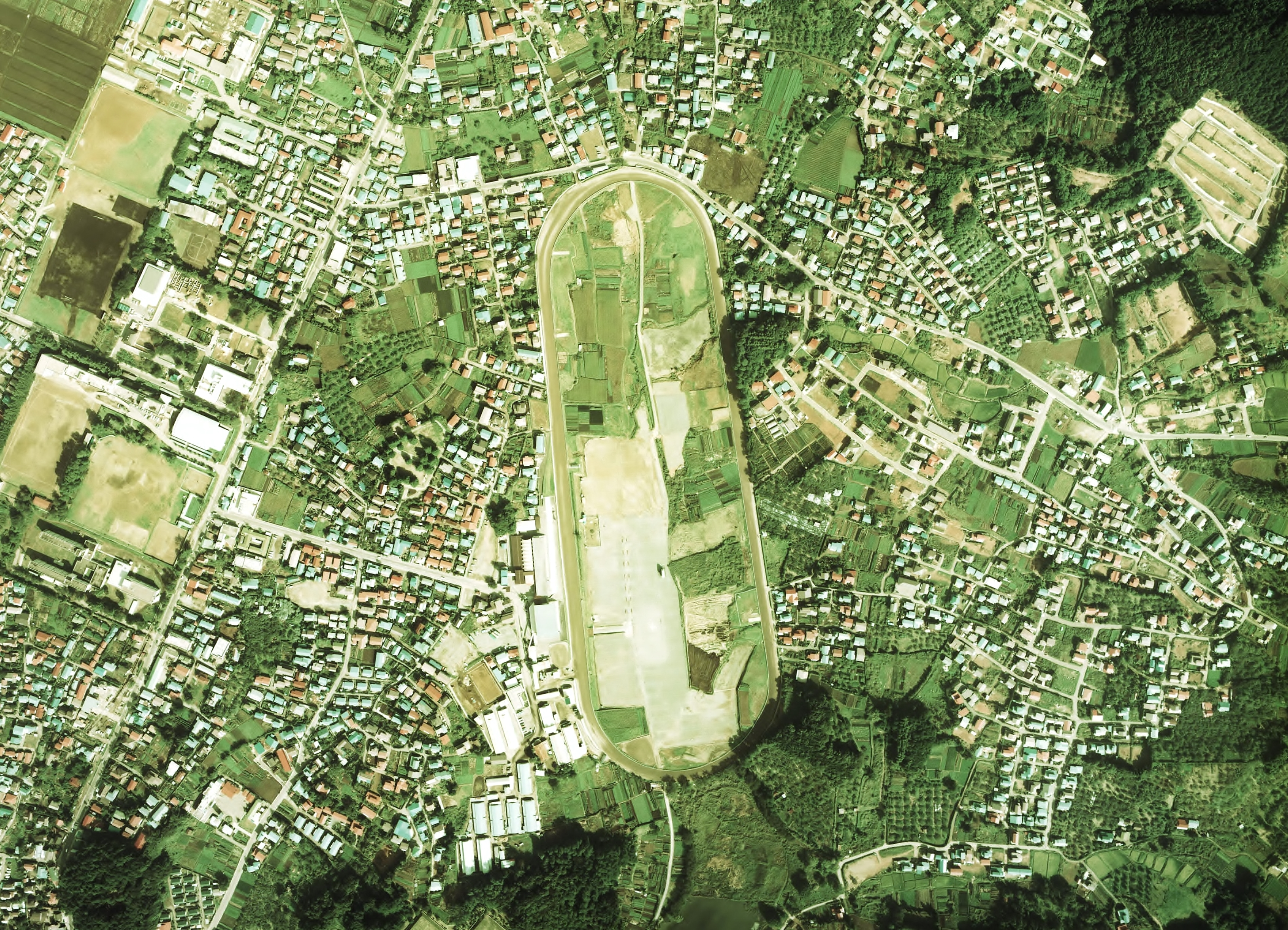
1976年（昭和51年）に撮影された二代目盛岡競馬場（高松公園）付近の空中写真。

岩手における競馬の発祥は、藩政時代から神社の境内などに仮設された直線コースで行われた奉納競馬が起源とされている。岩手は古来から馬産が盛んで、奥州平泉時代には源義経の愛馬「太夫黒」など歴史に名を残した名馬を多数輩出するとともに、南部曲がり家や馬頭観音信仰などに見られるように、生活面でも馬とのつながりが深い文化背景を有する。
1871年（明治4年）、菜園地区に1周1000mの楕円形馬場が新設され、生産地競馬として行われるようになる。1886年（明治19年）には根岸（横浜）競馬場・東京に次いで3番目となる洋式競馬が開催された。1902年（明治35年）に岩手県産馬組合連合会が競馬会を組織し、翌1903年（明治36年）には盛岡市上田（現在の高松二丁目・四丁目、北上川の境界付近）に競馬場を建設、同年11月3日・4日に第1回の競馬会を行った。11月30日には日本赤十字社岩手支部の総会を機に臨時競馬会が行われ、当時日本赤十字社の総裁だった閑院宮載仁親王が台覧。この際に金100円が下賜されたほか、先年に明治天皇が附近の地で飲んだという湧水「黄金清水」に因んで黄金競馬場（こがねけいばじょう）とも呼ばれ、この通称は二代目の競馬場にも引き継がれた。
二代目の盛岡競馬場は1933年（昭和8年）に盛岡市内の高松公園内に移転され、1995年（平成7年）まで競馬が行われた。1周1600mのダートコースで、直線は350mほどあり現競馬場（ダート）より長くとられていた。向正面に設けられた急坂が特徴で、高低差は8.8mあり、当時日本国内の競馬場では最大の高低差だったが、コース幅員が非常に狭かったため最大で8頭立てのレースしか行えず、9頭以上の競走を編成できなかったため、東北地区・北日本地区交流競走など多頭数の競走は水沢競馬場で開催されていた。軍馬の育成を目的に設計されており、極端な高低差はその名残である。跡地は盛岡市によって「こがねパーク高松」として公園や福祉施設などに再整備された。
1996年（平成8年）に現在地へ移転された三代目の盛岡競馬場には、かつての別名「黄金競馬場」にちなんで「OROパーク」という愛称がつけられた（"oro"はスペイン語で金の意味）。

## 日本中央競馬会（JRA）の場外発売
盛岡競馬場では長らくJRAによる中央競馬の場外発売が行われ、盛岡場外の名称で呼ばれていたが、2012年1月よりウインズ盛岡（盛岡競馬場内）に名称が変更された。
2021年7月3日より地方競馬共同トータリゼータシステムによる馬券発売に移行し、名称もJ-PLACE盛岡に変更され、発売締切時刻が旧来の発走2分前から発走4分前となった。また、J-PLACEにおいて発売された馬券はJ-PLACEでのみ払戻を受け付け、JRA運営の発売所での払戻は不可能であり、逆にJRA運営の発売所で発売された馬券はJ-PLACEで払戻すことができない。
JRA開催日が岩手競馬開催日と重複する場合は各場第9・第10・第11競走（または第10・第11・第12競走）、全競馬場の障害重賞、および前日発売レースを発売。岩手競馬非開催日は各場全レースを発売する。

## 発売する馬券の種類
盛岡競馬・J-PLACE盛岡
○…発売 ×…発売なし
| 単勝 | 複勝 | 枠番連複 | 枠番連単 | 馬番連複 | 馬番連単 | ワイド | 3連複 | 3連単 |
| ---- | ---- | -------- | -------- | -------- | -------- | ------ | ----- | ----- |
| ○    | ○    | ○        | ×        | ○        | ○        | ○      | ○     | ○     |

## 主な競走

### 重賞競走（2025年度）
「芝」は芝コースで施行、それ以外はダートコースで施行。太字はダートグレード競走。「M」は岩手競馬の独自グレードによる格付け。
盛岡競馬場で開催される競走のみを記載。

#### 2歳
- 若鮎賞（M3、芝、JRA2歳認定競走）
- ネクストスター盛岡（M1、2023年新設[16]、未来優駿対象競走）
- ジュニアグランプリ（M1、芝、地方競馬全国交流競走、JRA2歳認定競走、京王杯2歳ステークス・デイリー杯2歳ステークスのトライアル競走）
- ビギナーズカップ（M3、JRA2歳認定競走）
- プリンセスカップ（M2、牝馬限定、地方競馬全国交流競走、GRANDAME-JAPAN2歳シーズン対象レース、2020年まで水沢開催）
- 南部駒賞（M1、地方競馬全国交流競走、翌年の弥生賞ディープインパクト記念・若葉ステークス・スプリングステークスのトライアル競走）

#### 3歳
- ダイヤモンドカップ（M1、3歳三冠の一冠目）
- やまびこ賞（M2）
- オパールカップ（M2、芝、地方競馬全国交流競走、セントライト記念・神戸新聞杯のトライアル競走）
- ハヤテスプリント（M2、2018年度よりM2格上げ）
- ひまわり賞（オークス）（M1、牝馬限定、牝馬三冠の二冠目）
- サファイア賞（M3、芝）
- 不来方賞（JpnII（2024年より）、3歳三冠の三冠目）[17]
- イーハトーブマイル（M3）
- トパーズカップ(M2) ※2025年重賞格上げ

#### 3歳（4歳）以上
- シアンモア記念（M1、地方競馬全国交流競走）
- あすなろ賞（M3）
- 岩鷲賞（M2、クラスターカップのトライアル競走）
- マーキュリーカップ（メイセイオペラ記念）（JpnIII）
- せきれい賞（M2、芝、地方競馬全国交流競走）
- クラスターカップ（JpnIII）
- いしがきマイラーズ（M3、芝）※2021年新設
- ビューチフルドリーマーカップ（M1、GRANDAME-JAPAN古馬シーズン対象レース）
- 岩手県知事杯OROカップ（M1、芝、地方競馬全国交流競走、富士ステークス・スワンステークスのトライアル競走）
- Road to JBC マイルチャンピオンシップ南部杯（JpnI）
- 絆カップ（M2）
- すずらん賞（M3）※2024年重賞格上げ
- フェアリーカップ(M3) ※2025年重賞格上げ
- JBC競走施行実績：2002年、2014年、2022年

### JRA2歳認定競走
- フューチャーステップ（1着 300万円）

### 騎手招待競走
- ジャパンジョッキーズカップ（2015年 - 2019年）
- レディスヴィクトリーラウンド（2016年 - 2017年、地方競馬の女性騎手による交流競走）
- ヤングジョッキーズシリーズ（2017年 - 、トライアルラウンドを開催）
- M&Kジョッキーズカップ（岩手・佐賀の所属騎手による交流競走）

### 過去に行われていた競走
- ダービーグランプリ（地方競馬全国交流競走、2023年に不来方賞と統合される形で廃止）
- 知床賞（JRA2歳認定競走、北海道交流、2022年廃止）
- OROターフスプリント（地方競馬全国交流競走、2024年をもって休止）

## レコードタイム
サラ系の競走のみ記載。
参考資料： 地方競馬情報サイト「コース情報」盛岡競馬場、盛岡競馬場の基本データ

### ダートコース
| 距離  | タイム                | 競走馬             | 性別 | 斤量 | 騎手     | 記録年月日     |
| ----- | --------------------- | ------------------ | ---- | ---- | -------- | -------------- |
| 1000m | 0:58.1                | マッドシェリー     | 牝5  | 55kg | 神尾香澄 | 2023年10月22日 |
| 1200m | 1:08.5                | マテラスカイ       | 牡6  | 55kg | 武豊     | 2020年8月10日  |
| 1400m | 1:23.4                | タイセイブラスト   | 牡7  | 57kg | 高松亮   | 2020年10月26日 |
| 1600m | 1:32.7                | アルクトス         | 牡5  | 57kg | 田辺裕信 | 2020年10月12日 |
| 1800m | 1:49.3                | サンビスタ         | 牝5  | 55kg | 岩田康誠 | 2014年11月3日  |
| 2000m | 2:00.8                | コパノリッキー     | 牡4  | 57kg | 田辺裕信 | 2014年11月3日  |
| 2500m | 2:39.6                | バンケーティング   | 牡4  | 58kg | 菅原勲   | 2002年11月24日 |
| 2600m | 2:49.7 （参考タイム） | ジェイケイブラック | 牡6  | 57kg | 山本聡哉 | 2022年11月20日 |
| 3000m | 3:20.6 （参考タイム） | センリオー         | 牡4  | 53kg | 板垣吉則 | 2007年10月22日 |

### 芝コース
| 距離  | タイム | 競走馬             | 性別 | 斤量 | 騎手     | 記録年月日    |
| ----- | ------ | ------------------ | ---- | ---- | -------- | ------------- |
| 1000m | 0:57.2 | カルーナブルガリス | 牝4  | 54kg | 山本政聡 | 2023年7月11日 |
| 1600m | 1:36.2 | ロイヤルスター     | 牡4  | 55kg | 小林俊彦 | 1999年6月6日  |
| 1700m | 1:43.6 | ウン               | 牡3  | 56kg | 本田正重 | 2022年7月10日 |
| 2400m | 2:28.5 | アトミックフォース | 牡6  | 57kg | 山本聡哉 | 2022年7月31日 |